# Hyagnis stramentosa
Hyagnis stramentosa là một loài bọ cánh cứng trong họ Cerambycidae.